# Combat du rio Cotegipe
Le combat du rio Cotegipe est une bataille navale livrée le 8 décembre 1822, dans l'État de Bahia, pendant la guerre d'indépendance du Brésil (1822-1823).
Les patriotes brésiliens assiègent la ville de Bahia, défendue avec opiniatreté par une garnison portugaise. Le 8 décembre, un convoi de 18 barques chargées de vivres et de munitions, destiné aux assiégeants, descend le rio Cotegipe. À l'embouchure de la rivière, il est attaqué par une escadre portugaise, composée de deux bricks, d'une goélette et de plusieurs canonnières. Le convoi n'a pour seule protection que la canonnière Pedro I, commandée par le lieutenant João Francisco de Oliveira Botas. Nonobstant la disparité écrasante des forces, il engage résolument le combat, compensant son désavantage par des capacités manœuvrières remarquables et réussit, contre toute attente, à soustraire le convoi dont il a la charge aux navires ennemis. Frustrés d'une proie qu'ils pensaient  facile, les Portugais ne peuvent empêcher le ravitaillement des troupes adverses.